# Стороженко, Олег Владимирович
Олег Владимирович Стороженко (укр. Олег Володимирович Стороженко; 13 марта 1972, Харьков — 25 ноября 2023) — советский и украинский футболист, вратарь. С 2006 года на тренерской работе.

## Игровая карьера
Воспитанник харьковского футбола. В 17 лет стал игроком «Металлиста». В 1991 году дебютировал в высшей лиге чемпионата СССР. Далее играл в командах «Ворскла» (Полтава), «Эвис» (Николаев), ЦСКА (Киев), «Нефтяник» (Ахтырка), «Александрия», «Спартак-Горобына» (Сумы), «Арсенал» (Харьков).

## Тренерская карьера
В декабре 2005 года главным тренером «Арсенала» стал Виктор Камарзаев. Олег Стороженко из полевых игроков перешёл в его тренерский штаб в качестве тренера вратарей. В июле 2007 года Камарзаева во главе «Арсенала» сменил Сергей Кандауров, Стороженко же остался в команде. В декабре 2007 года Сергей Кандауров, с которым «Арсенал» завершил 2007 год на первом месте в группе «Б» второй лиги, ушёл в отставку. Вместе с ним команду покинули и его помощники — Олег Жилин и Олег Стороженко. С апреля по июль 2008 года все трое вновь составляли тренерский штаб этой харьковской команды, а с апреля 2009 по сентябрь 2010 года Кандауров вдвоём со Стороженко работали в другой харьковской команде — «Гелиос». В 2013 году оба работали тренерами по футболу в Харьковском государственном высшем училище физической культуры № 1.
Умер из-за проблем с сердцем.